# 桜橋 (大阪市北区)

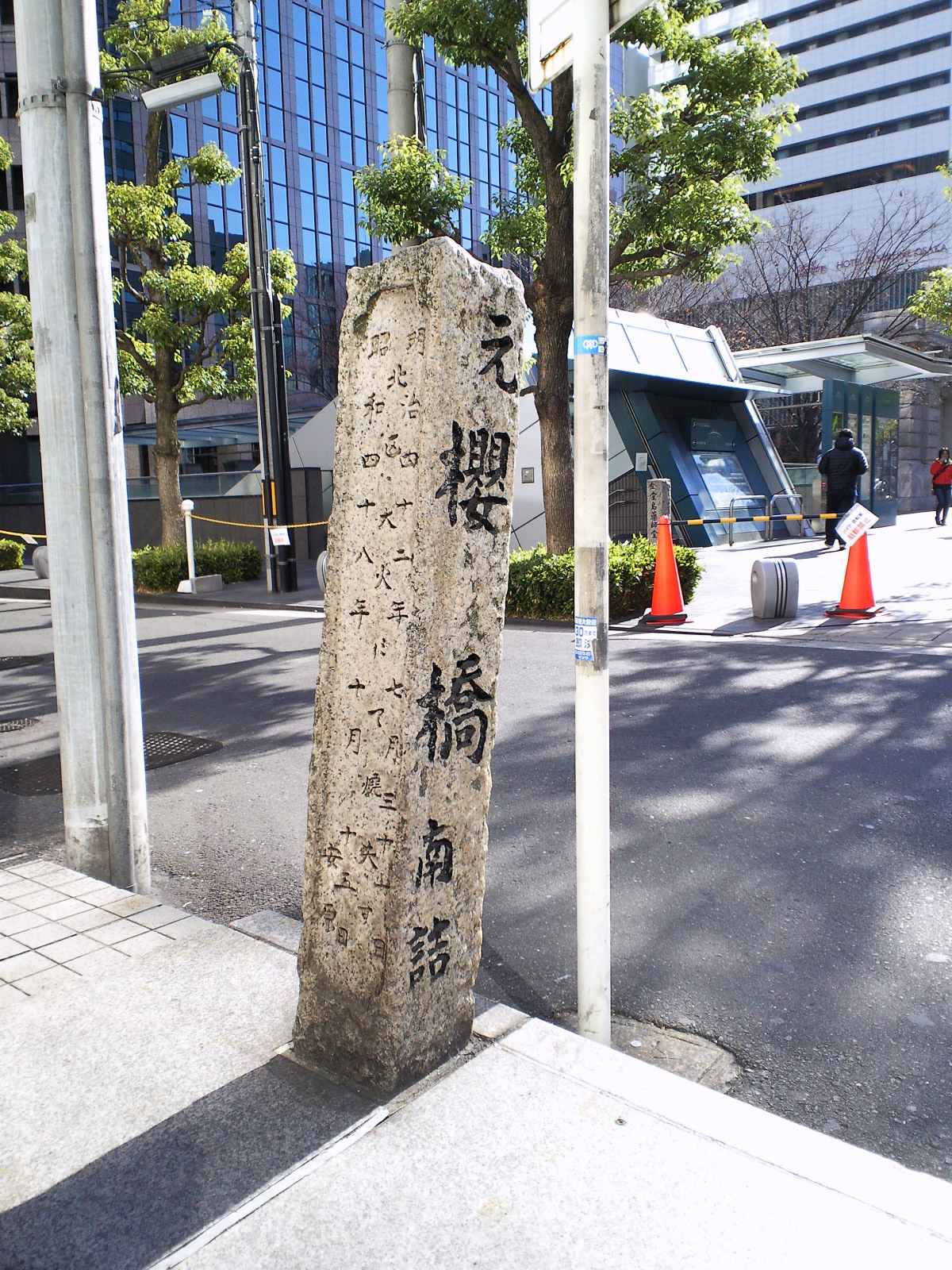
元 櫻橋 南詰跡の碑

桜橋（さくらばし）は、現在の大阪府大阪市北区曽根崎新地に明治末期まで存在した曽根崎川（通称：蜆川）に架かっていた橋である。

## 概要
現在でも桜橋交差点として名称が残っているが、橋自体は交差点よりも50mほど南の四つ橋筋上に位置した。堂島アバンザの北向かいにある京富ビルの脇に『元 櫻橋 南詰』の石碑があり、ここに橋があったことを偲ばせる。近松門左衛門の人形浄瑠璃「心中天網島」の道行「道行名残の橋尽し」に
別れを嘆き悲しみて、あとにこがるる桜橋
とうたわれている。
この付近の川堤にあったサクラの古木が倒れて橋の役目をしたことから「桜橋」と名付けられたと言われる。1909年（明治42年）に発生した北の大火（天満焼け）で生じた瓦礫の埋め立て処理によって曽根崎川とともに姿を消した。

## 周辺
- JR北新地駅 - 計画段階での仮称は「桜橋」だった
- 大阪駅前第1ビル（ダイヤモンド地区）
- 堂島地下センター
- 堂島アバンザ
- 近鉄堂島ビル
- ブリーゼタワー - 大阪サンケイビル（産経新聞大阪本社・ラジオ大阪本社）跡地。これにちなんで、2022年4月よりラジオ大阪にて『サクラバシ919』という番組が放送されている。

また、大阪駅の四つ橋筋側の出入口は「桜橋口」である。

## 桜橋交差点

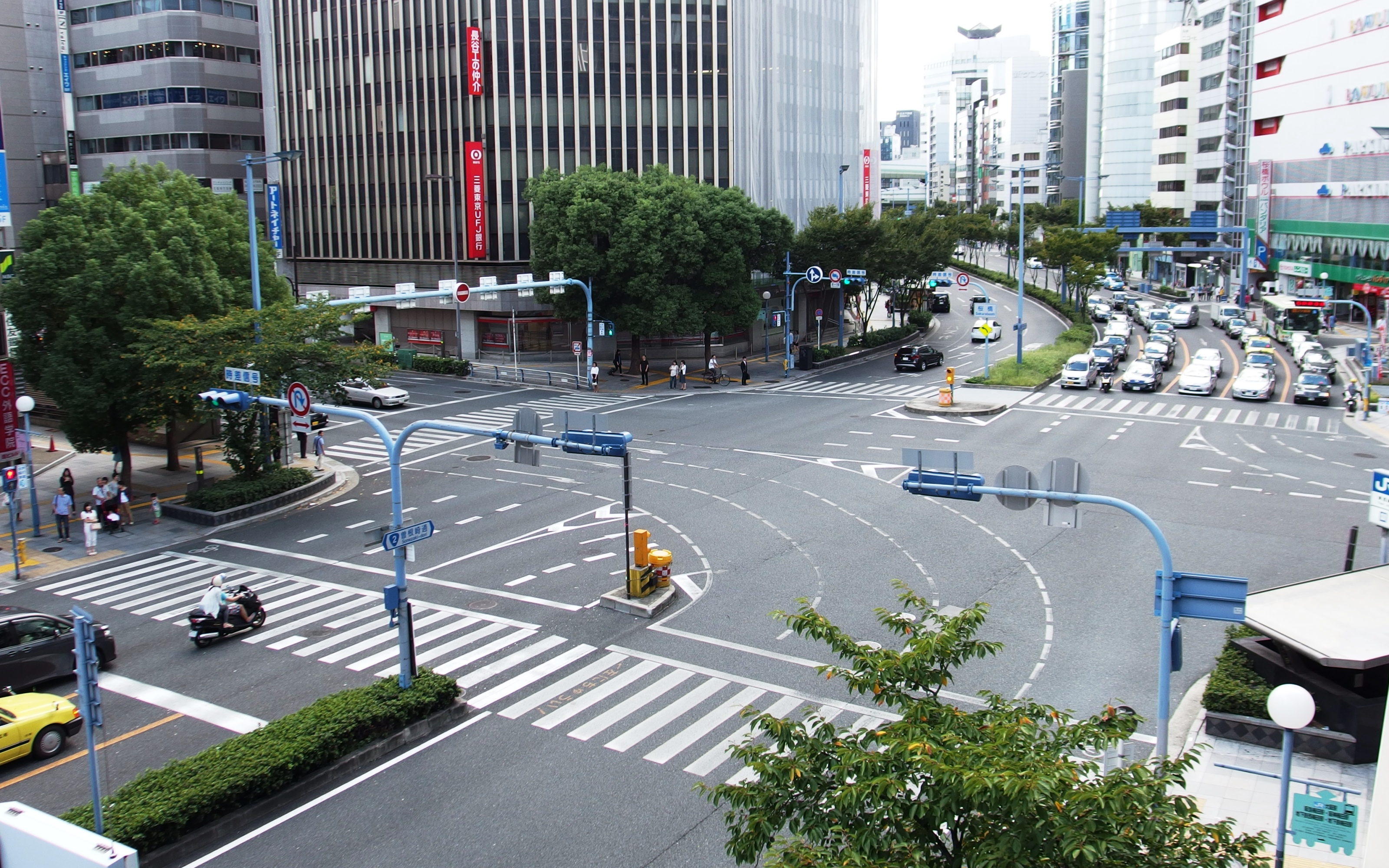
大阪駅前第1ビルから撮影

桜橋交差点（さくらばしこうさてん）は、大阪府大阪市北区曽根崎新地にある交差点。曽根崎通と四つ橋筋の交点である。桜橋跡からは約50mほど北に位置する。
この交差点からの距離
（東）
- 曽根崎通（国道1号・国道2号）
- 蒲生4丁目まで4.6km
- 京阪国道口（京阪国道起点）まで43.6km（京都守口線経由）
- 名古屋まで約200km（これは国道1号のみの計算ではない）

（西）
- 神戸税関前まで30.8km
- 姫路大手前まで91.2km　（一部国道250号経由）
- 岡山大雲寺まで171.1km